# 1974 a sportban
1974 főbb sporteseményei a következők voltak:
- 1973. december 22. – 1974. január 1. Tenisz Australian Open, Melbourne
- január 26–27. Férfi gyorskorcsolyázó-Európa-bajnokság, Eskilstuna
- január 29.–február 2. Műkorcsolyázó-Európa-bajnokság, Zágráb
- február 2–3. Női gyorskorcsolyázó-Európa-bajnokság, Almati
- február 2–10. Alpesi sívilágbajnokság, St. Moritz
- február 9–10. Férfi gyorskorcsolyázó-világbajnokság, Inzell
- február 16–17. Gyorskorcsolyázó sprintvilágbajnokság, Innsbruck
- február 16–24. Északi sívilágbajnokság, Falun
- február 23–24. Női gyorskorcsolyázó-világbajnokság, Heerenveen
- február 23–24. IV. fedett pályás légfegyveres-Európa-bajnokság, Enschede
- február 23–24. I. fedett pályás atlétikai magyar bajnokság, Budapest
- február 24.–március 3. Biatlon-világbajnokság, Minszk
- február 28.–március 10. Férfi kézilabda-világbajnokság, NDK
- március 5–9. Műkorcsolyázó-világbajnokság, München
- március 8–17. Jégkorong-világbajnokság C csoport, Grenoble, Gap, Lyon
- március 9–10. V. fedett pályás atlétikai Európa-bajnokság, Göteborg
- március 20–30. Jégkorong-világbajnokság, B csoport, Ljubljana
- április 5–20. Jégkorong-világbajnokság, A csoport, Helsinki
- április 6–13. IX. asztalitenisz-Európa-bajnokság Újvidék
- április 16–30. tollaslabda-Európa-bajnokság, Bécs
- május 2–5. Cselgáncs-Európa-bajnokság, London
- május 17–23. X. teke-világbajnokság, Eppelheim
- május 28.–június 6. Vitorlázó-Európa-bajnokság, Finn dingi hajóosztály, Niendorf
- május 29.–június 6. XXXIII. súlyemelő-Európa-bajnokság, Verona
- június 5–16. Tenisz Roland Garros, Párizs
- június 5–30. XXI. férfi sakkolimpia, Nizza
- június 13–július 7. Labdarúgó-világbajnokság, NSZK
- június 18–25. vitorlázó-világbajnokság, Tempest hajóosztály, Medemblik
- június 24–július 7. Wimbledoni teniszbajnokság, Wimbledon
- június 30.–július 7. Női díjugrató-világbajnokság, La Baule
- július 3–14. VII. férfi kosárlabda-világbajnokság, Puerto Rico
- július 5–13. Vitorlázó-világbajnokság, repülő hollandi hajóosztály, Weymouth
- július 11–18. Vitorlázó-Európa-bajnokság, 470-es hajóosztály, Masnou
- július 17–27. Vívó-világbajnokság, Grenoble
- július 18–21. Férfi díjugrató-világbajnokság, Hickstead
- július 28.–augusztus 11. XII. ejtőernyős-világbajnokság, Szolnok
- augusztus 3–11. Vitorlázó-világbajnokság, 470-es hajóosztály, Nápoly
- augusztus 9–11. Díjlovagló-világbajnokság, Koppenhága
- augusztus 14–20. Pályakerékpáros-világbajnokság, Montréal
- augusztus 17–30. I. Amatőr ökölvívó-világbajnokság, Havanna
- augusztus 18–25. XIII. úszó-, műúszó-, vízilabda-Európa-bajnokság, Bécs
- augusztus 19–25. Uszonyos- és búvárúszó-Európa-bajnokság, Potsdam
- augusztus 21–24. Országúti kerékpáros-világbajnokság, Montréal
- augusztus 23.–szeptember 3. Női kosárlabda-Európa-bajnokság, Olaszország
- augusztus 24–25. IV. íjász-Európa-bajnokság, Zágráb
- augusztus 28.–szeptember 1. Fogathajtó-világbajnokság, Frauenfeld
- augusztus 28.–szeptember 8. Tenisz US Open, New York
- augusztus 29.–szeptember 1. Szabadfogású birkózó-világbajnokság, Isztambul
- augusztus 29.–szeptember 8. Evezős világbajnokság, Luzern
- augusztus 31.–szeptember 4. XX. öttusa-világbajnokság, Moszkva
- szeptember 1–7. Vitorlázó-Európa-bajnokság, Soling hajóosztály, Clyde
- szeptember 1–8. XI. atlétikai Európa-bajnokság, Róma
- szeptember 12–15. Military-világbajnokság, Burghley
- szeptember 15.–október 3. VI. női sakkolimpia, Medellín
- szeptember 19–22. V. tájékozódásifutó-világbajnokság, Viborg
- szeptember 21–29. XXVIII. súlyemelő-világbajnokság, Manila
- szeptember 21–28. Sportlövő világbajnokság, Thun, Bern
- október 6. Emerson Fittipaldi (McLaren) nyerte a Formula–1-es világbajnoki címet.
- október 10–13. Kötöttfogású birkózó-világbajnokság, Katowice
- október 13–27. Férfi és női röplabda-világbajnokság, Mexikó
- október 16–20. kajak-kenu világbajnokság, Mexikóváros
- október 20–27. XVIII. tornász-világbajnokság, Várna

## Születések
- január 2.
  - Tomáš Řepka, cseh válogatott labdarúgó
  - Marcin Kaczmarek, lengyel labdarúgó, edző
- január 4. – Giorgio Contini, svájci válogatott labdarúgó
- január 7. – Julen Guerrero, spanyol válogatott labdarúgó, edző
- január 12. – Milen Petkov, bolgár válogatott labdarúgó
- január 21. – Gillian Martindale, barbadosi nemzetközi női labdarúgó-játékvezető
- január 31. – Buzás Attila, magyar labdarúgó, edző
- február 2. – Csin Kan-jing, kínai női sakkozó, női nagymester (WGM)
- február 8. – Zoran Jankovics, szerb születésű bolgár válogatott labdarúgó, edző
- február 12. – Dmitrij Vjacseszlavovics Loszkov, orosz válogatott labdarúgó középpályás, edző
- március 4. – Joaquim Alberto Silva, angolai válogatott labdarúgó, csatár († 2019)
- március 11. – Turi Géza, magyar labdarúgó
- március 18. – Bennett Mnguni, dél-afrikai válogatott labdarúgó
- március 21. – José Clayton, brazil születésű tunéziai válogatott labdarúgóhátvéd
- március 30. – Maria Neculiță, olimpiai és világbajnoki ezüst, valamint Európa-bajnoki bronzérmes román tornász, edző
- április 1. – Paolo Bettini, olimpiai és világbajnok olasz profi kerékpáros
- április 4.
  - Aaron Boh, kanadai jégkorongozó
  - Dave Mirra, amerikai BMX és ralikrossz versenyző, üzletember († 2016)
- április 6. – Robert Kovač, horvát válogatott labdarúgó
- április 7. – Lendvai Miklós, magyar válogatott labdarúgó
- április 14. – Jekatyerina Valentyinovna Kovalevszkaja, orosz sakkozónő, nemzetközi mester (IM), női nagymester (WGM)
- április 22. – Libor Polášek, cseh jégkorongozó
- április 29. – Zoran Zekić, horvát labdarúgó, edző
- május 22. – Ónodi Henrietta, olimpiai bajnok magyar tornász
- június 2. – Szergej Valentyinovics Pogorelov, olimpiai, világ- és Európa-bajnok orosz válogatott kézilabdázó († 2019)
- június 7. – Jean-Noël Ferrari, olimpiai, világ- és Európa-bajnok francia tőrvívó
- június 11. – Greg Vanney, amerikai válogatott labdarúgó, edző
- június 23. – Sinan Şamil Sam, világbajnok török ökölvívó († 2015)
- július 13. – Jarno Trulli, olasz Formula–1-es autóversenyző
- július 14. – Märcz Tamás, olimpiai bajnok magyar vízilabdázó
- július 16. – Kamil Kiereś, lengyel labdarúgóedző
- július 19. – Preston Wilson, World Series bajnok amerikai baseballjátékos
- augusztus 5. – Ronny Kujat, német labdarúgó, edző
- augusztus 8. – Marek Papszun, lengyel labdarúgóedző
- augusztus 15. – Mohamed Ofei Sylla, guineai válogatott labdarúgó, középpályás († 2019)
- augusztus 16. – Egerszegi Krisztina, ötszörös olimpiai bajnok, többszörös Európa- és világbajnok magyar úszó
- augusztus 31. – Andrij Olehovics Medvegyev, ukrán teniszező
- szeptember 4.
  - Stieber Mercédesz, világ- és Európa-bajnok magyar vízilabdázó, olimpikon
  - David Badía, spanyol labdarúgó, edző
- szeptember 10. – Joseph Lamptey, ghánai nemzetközi labdarúgó-játékvezető
- szeptember 11. – Orlando Duque, világbajnok kolumbiai szupertoronyugró
- szeptember 18. – Sol Campbell, angol válogatott labdarúgó
- szeptember 19. – Sunday Oliseh, afrikai nemzetek kupája győztes és olimpiai bajnok nigériai válogatott labdarúgó, edző
- október 4. – Jonny Clayton, walesi dartsjátékos
- október 7. – Ruszlan Nyigmatullin, orosz válogatott labdarúgókapus
- október 26. – Schindler Szabolcs, magyar labdarúgó, edző
- november 9.
  - Alessandro Del Piero, világbajnok olasz válogatott labdarúgó
  - Polgár Zsófia, kétszeres sakkolimpiai bajnok, ifjúsági világbajnok női nemzetközi sakknagymester
- november 16.
  - Abiodun Baruwa, nigériai válogatott labdarúgókapus
  - Paul Scholes, angol válogatott labdarúgó
- november 26. – Roman Šebrle, olimpiai és világ- és Európa-bajnok cseh atléta, tízpróbázó
- november 27. – Polgár Zsófia, magyar sakkozó, női nemzetközi nagymester, kétszeres sakkolimpiai bajnok
- december 1. – Costinha, portugál labdarúgó
- december 20. – Mátyus János, magyar válogatott labdarúgó
- december 23. – Imre Géza, világ- és Európa-bajnok, kétszeres olimpiai ezüstérmes, kétszeres olimpiai bronzérmes magyar párbajtőrvívó
- december 26. – Jeremy Stasiuk, kanadai jégkorongozó
- december 27. – Tóth Mihály, labdarúgó, csatár

## Halálozások
- ? – Ruprich László, magyar labdarúgó (* 1903)
- január 1. – Jimmy Smith, World Series bajnok amerikai baseballjátékos (* 1895)
- január 2. – Fernand de Montigny, olimpiai bajnok belga tőr- és párbajtőrvívó, olimpiai bronzérmes gyeplabdázó, építész (* 1885)
- január 17. – Glancz Sándor, négyszeres világbajnok magyar asztaliteniszező (* 1908)
- január 23. – Hjalmart Andersen, olimpiai bronzérmes dán tornász (* 1889)
- január 31. – Pedro Benítez, paraguayi válogatott labdarúgókapus (* 1901)
- február 7. – Sigurd Johannessen, olimpiai ezüstérmes dán tornász (* 1884)
- február 15. – Cyrille van Hauwaert, belga országútikerékpár-versenyző (* 1883)
- február 18. – Bernard Voorhoof, belga válogatott labdarúgó (* 1910)
- február 21. – Jankovich István, magyar atléta, rövidtávfutó, olimpikon (* 1889)
- március 4. – Niels Erik Nielsen, olimpiai ezüstérmes dán tornász (* 1893)
- április 11. – Rasmus Rasmussen, olimpiai ezüstérmes dán tornász (* 1899)
- április 23. – Uhlyárik Jenő, olimpiai ezüstérmes magyar vívó, sportvezető, honvédtiszt (* 1893)
- április 27. – Szigeti Lajos, Európa-bajnok magyar ökölvívó (* 1906)
- április 28. – Bob Devereaux, olimpiai bajnok amerikai rögbijátékos (* 1897)
- június 14. – Gabriel Thorstensen, olimpiai bajnok norvég tornász (* 1888)
- június 21. – Joe Jenkins, World Series bajnok amerikai baseballjátékos (* 1890)
- június 23. – Gerő Ferenc, magyar válogatott atléta, olimpikon (* 1900)
- június 26. – Gheorghe Albu, román válogatott labdarúgó, edző (* 1909)
- július 2. – Paul Strand, World Series bajnok amerikai baseballjátékos (* 1893)
- július 5. – Duster Mails, World Series bajnok amerikai baseballjátékos (* 1894)
- július 15.
  - Amsel Ignác, magyar válogatott labdarúgó, kapus (* 1899)
  - Claud Derrick, World Series bajnok amerikai baseballjátékos (* 1887)
- augusztus 24. – Ludvík Hofta, csehszlovák jégkorongozó, olimpikon (* 1899)
- szeptember 25. – Hartman Bjørnson, olimpiai bajnok norvég tornász (* 1889)
- október ? – Guy Clarkson, kanadai-brit olimpiai bronzérmes jégkorongozó (* 1891)
- október 6. – Helmuth Koinigg, osztrák autóversenyző, Formula–1-es pilóta (* 1948)
- október 14. – Fernando Bonatti, olimpiai bajnok olasz tornász (* 1894)
- október 28. – Everaldo, világbajnok brazil válogatott labdarúgó (* 1944)
- november 1. – Bullet Joe Bush, World Series bajnok amerikai baseballjátékos (* 1892)
- november 2. – Ádám Sándor, magyar válogatott labdarúgó, csatár, jobbszélső (* 1918)
- november 14. – Hans Laurids Sørensen, olimpiai ezüstérmes dán tornász (* 1901)
- november 30. – Benkt Norelius, olimpiai bajnok svéd tornász (* 1886)
- december 7. – Paul Wartelle, olimpiai bronzérmes francia tornász (* 1892)
- december 18. – Harry Hooper, World Series bajnok amerikai baseballjátékos, National Baseball Hall of Fame and Museum tag (* 1887)
- december 21. – Theodore Nouwens, belga válogatott labdarúgó (* 1908)
- december 28. – Angelo Zorzi olimpiai bajnok olasz tornász (* 1890)
- december 30. – Edvard Linna, olimpiai bronzérmes finn tornász (* 1886)